# Справник
Справник (капітан-справник, земський справник, повітовий справник) — вища адміністративно-поліцейська посада в повіті Російської імперії, яка запроваджувалася в укр. губерніях законодавчим актом «Учреждения для управления Всероссийской империи» від 7 листопада 1775. Його повноваження полягали в дотриманні населенням повіту громадської безпеки, послуху та покори владі, своєчасному надходженні державних податків і викупних платежів та оброків, сприянні поліції в ліквідації злочинності, крадіжок, вжитті заходів проти епідемій та епізоотії. Відповідав за стан шляхів у повіті, переправ, а також за постій військ та виділення пасовиськ для коней військових, за пожежну безпеку, мав заохочувати населення до землеробства, працьовитості, створення запасів хліба, ліквідації такого соціального явища, як жебрацтво. Упродовж 1775—1863 був головою земського суду й керував його діяльністю, із правом призупиняти рішення суду, та контролював його канцелярію. Без дозволу справникам заборонялося в судових справах ув'язнювати та допитувати обвинувачених. Із 1785 призначався відповідальним за утримання арештантів (колодників) та переміщення їх територією повіту. Очолював повітові розпорядчі комітети і тюремні попечительства, був членом повітового у військових повинностях присутствія. Із 1817 призначений відповідальним за вибори органів самоврядування в поселеннях державних селян. Із набуттям чинності карантинного статуту 1832 земський справник організовував боротьбу із поширенням епідемій. Складав присягу з 1838 в синагогах від членів кагалів. Із 1837 року йому підпорядковувалися станові пристави, яких він мав право, узгоджуючи з губернським правлінням, звільняти з посад або переводити на ін.
У зв'язку з польськими маніфестаціями 1861 справники західних губерній Російської імперії наділялися надзвичайними повноваженнями: у разі опору властям вони могли в обхід губернатора самостійно викликати війська та застосовувати зброю для придушення виступів.
Унаслідок реформи поліції 1862 назва посади змінилася на «повітового справника». Здійснював керівництво слідством до запровадження судових статутів (1864). Він же схвалював і звільняв із посад польових і лісних сторожів. Із 1889 відповідав за ведення метричних книг серед старообрядців.
До 1862 посада справника була виборною (кожні три роки) від дворянського стану, за винятком кількох років за російського імператора Павла I, коли на основі його указу від 14 вересня 1799 справників у трьох правобережних губерніях (Київська губернія, Подільська губернія, Волинська губернія) призначав губернатор. 1805 російський імператор Олександр I вніс суттєві уточнення до процедури призначення чиновників на цю посаду. У Катеринославській губернії, Херсонській губернії, Таврійській губернії, а також Київській, Подільській, Волин. губерніях вона залишалася призначуваною губернатором, за поданням якого міністр внутрішніх справ Російської імперії вносив кандидатури на схвалення Правительствуючим Сенатом. Звільняв з посади справника губернатор, однак за участю губернського правління. У разі занедбання служби, зловживання посадою земські справники підлягали судовому переслідуванню з повідомленням Правительствуючому Сенатові. 1816 верховна влада визнала за недоцільне бюрократичне призначення на цю посаду, бо чиновники із центру не володіли місцевою специфікою, зокрема не знали судочинства та особливих прав цих губерній, тому 1816 було поновлено виборність посади від дворянської корпорації зі схваленням губернаторами в губерніях Правобережної України. 1817 таку ж практику за пропозицією херсонського військового губернатора О. Ланжерона, підтриманою міністром юстиції Д.Трощинським, поширено на Херсонську, Катеринославську і Таврійську губернії. Через незнання татарськими дворянами російської мови та діловодства її було 1821 скасовано для справників Таврійської губернії, 1825 — для Київської. Із 1825 у правобережних губерніях дозволено на посади повітових справників призначати дворян польського походження без чину, якщо вони мали трирічний досвід виборної служби на посадах згідно з Табелем про ранги. Російський імператор Микола I посилив вимоги до польських дворян: при бездоганній виборній службі із освоєнням російського діловодства їх на посаду повітового справника схвалювало МВС Російської імперії. Внаслідок польського Листопадового повстання 1830 (див. Польське повстання 1830—1831) кандидатів на цю посаду призначав і звільняв міністр внутрішніх справ Російської імперії, а для посилення відповідальності повітового справника за становище повіту йому вдвічі збільшувалося жалування з виділенням додаткових 500 рублів на поїздки по повіту.
Після 1862 С. призначався і звільнявся губернатором. На цю посаду з 1863 дозволено призначати військових офіцерів. Посада відповідала IX класу Табеля про ранги. У губерніях, де вона була виборною, С. користувався правом на мундир чиновника від корони. Ліквідована Тимчасовим урядом 11 березня 1917.